# William Hyde Wollaston

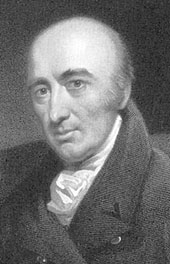
William Hyde Wollaston.

William Hyde Wollaston, född 16 augusti 1766, död 22 december 1828 i London, var en  brittisk fysiker. Han var son till astronomen Francis Wollaston.
Wollaston blev 1793 medicine doktor, men lade ner sin praktik redan 1800 och levde sedan som privatman, ägnande sig åt fysikaliska och kemiska studier. Han var ledamot av Royal Society (1793) och svenska kungliga vetenskapsakademien (1813). Wollaston är känd bland annat för sina undersökningar av ljusets dubbelbrytning och av spektrum. Han tilldelades Copleymedaljen 1802, Bakerian Medal 1802, 1805, 1812 och 1828 samt Royal Medal 1828. I solspektrum iakttog han redan tolv år tidigare än Fraunhofer de efter denne benämnda mörka linjerna. Wollaston trodde emellertid att de berodde på det brytande mediet och fäste ingen stor vikt vid upptäckten, utan nämnde den endast i förbigående i A method of examining refractive and dispersive powers by prismatic reflection (1802). Wollaston sysselsatte sig även med fotometri och bestämde såväl solens och månens som enstaka fixstjärnors ljusstyrka i jämförelse med jordiska ljuskällor. Han uppfann metoden att göra platina smidbar, upptäckte grundämnena palladium och rodium (1803) samt konstruerade reflexionsgoniometern. År 1806 patenterade Wollaston sin Camera lucida.